# Han Ahmedow
Han Ahmedowiç Ahmedow (em russo: Хан Ахмедов, Khan Akhmedovich Akhmedov; 16 de junho de 1936 - 6 de dezembro de 2006) foi um político e engenheiro turquemeno serviu como primeiro-ministro do Turquemenistão entre dezembro de 1989 e maio de 1992. Durante o seu mandato, o Turquemenistão declarou a independência durante a queda da União Soviética em outubro de 1991. Posteriormente, Ahmedow tornou-se ministro das Ferrovias (1991-1992) e depois embaixador na Turquia (1992-1994). 

## Biografia
Ensino superior: em 1959, formou-se no Instituto de Engenheiros de Transporte Ferroviário de Tasquente.
Desde 1959, ele trabalhou na estação de Asgabate: engenheiro de plantão, vice-chefe do despachante de desvio.
Desde 1980, Chefe do Departamento de Transportes e Comunicações do Comitê Central do Partido Comunista da RSS turquemena.
Desde 1985, o primeiro secretário do Comitê da Cidade de Asgabate da PCUS.
Desde 1988, primeiro vice-presidente do Conselho de Ministros da RSS turcomena.
Desde dezembro de 1989, Presidente do Conselho de ministros da RSS turquemena.
Desde novembro de 1990, primeiro-ministro da RSS turcomena.
Em novembro de 1991, o chefe da Ferrovia Turquemena.
Desde dezembro de 1991, vice-chefe do governo do Turquemenistão.
Desde agosto de 1992, embaixador extraordinário e plenipotente do Turquemenistão para a Turquia. Ele ocupou este cargo até 1994.
Deputado popular da RSS turcomena. Membro da Comissão Central de Controle do PCUS 1990-1991. Membro da PCUS de 1963 a 1991.

## Prisão e morte
Em setembro de 2002 foi preso e colocado sob exílio interno em Serdar, onde permaneceu até sua morte por infarto no final de 2006. Segundo parentes de Ahmedow, o governo não permitiu que ele recebesse tratamento médico em Asgabate.